# Lobito
Lobito est une ville d'Angola située dans la province du Benguela.
Cette ville portuaire a été fondée en 1843. Elle doit son existence à la baie de Lobito qui est le terminus du chemin de fer du Benguela. Elle est située sur la côte de l'océan Atlantique. Elle comptait 393 079 habitants en 2014.

## Histoire
La ville a pris le nom de la baie sur laquelle elle a été fondée en 1843 sous la colonisation portugaise,. Le site a été choisi par les Portugais comme débouché portuaire pour la ligne de Chemin de fer de Benguela en provenance de la province minière du Katanga dans l'actuelle République démocratique du Congo.
Lobito est avec plus de 200 000 habitants la troisième ville d'Angola, et son port (en) en eaux profondes sur l'océan Atlantique est le deuxième port de fret du pays (après celui de Luanda). La gestion du port est accordée à Africa Global Logistics par l'État angolais en octobre 2023. Africa Global Logistics annonce vouloir faire du port un point important de l'exportation de cuivre avec un objectif annuel de 6 millions de tonnes en 2026.

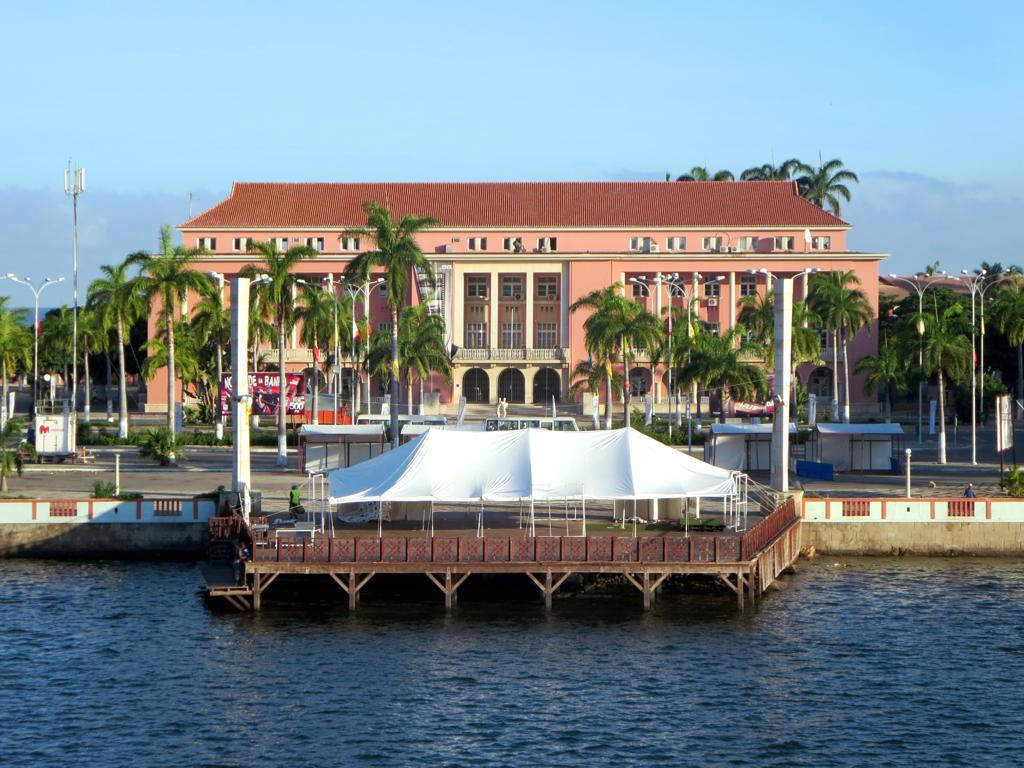
La mairie de Lobito.

## Personnalités liées à la ville
- João Lourenço, Président de la République d'Angola depuis 2017, est né à Lobito en 1954.